# Mistrovství světa v atletice 2009 – Ženy 100 metrů překážek
Běh na 100 metrů překážek žen na Mistrovství světa v atletice 2009 byl na pořadu 18. srpna a 19. srpna na berlínském olympijském stadionu.

## Postupový klíč
18. června od 18:10 se postupně v pěti rozbězích mělo představit dohromady čtyřicet překážkářek. Na startu se však nakonec neobjevila vítězka sedmiboje Britka Jessica Ennisová a Nigerijka Jessica Ohanajaová. Z každého rozběhu postoupily vždy první čtyři, další čtyři překážkářky poté na čas.
V semifinále se představilo 19. srpna od 18:45 ve třech bězích čtyřiadvacet atletek. Přímo do osmičlenného finále šly vítězka a druhá v běhu. Dvě nejrychlejší postoupily na čas. Finále bylo na programu 19. srpna od 21:15 večer.

## Finálové výsledky
Finále proběhlo bez české účasti, Lucie Škrobáková skončila v semifinále celkově na dvanáctém místě ze čtyřiadvaceti startujících a v těžké konkurenci se dá o jejím umístění mluvit jako o úspěšném. Jedinou Evropankou ve finále byla Irka Derval O'Rourkeová, které k medaili nepomohl ani nový národní rekord 12,67 s. Naopak olympijská vítězka z Pekingu Američanka Dawn Harperová skončila až sedmá.
| Umístění         | Jméno                        | Národnost | Výsledný čas |
| Zlatá medaile    | Brigitte Fosterová-Hyltonová | Jamajka   | 12,51 s (SB) |
| Stříbrná medaile | Priscilla Schliepová         | Kanada    | 12,54 s      |
| Bronzová medaile | Delloreen Ennis-Londonová    | Jamajka   | 12,55 s (SB) |
| 4.               | Derval O'Rourkeová           | Irsko     | 12,67 s (NR) |
| 5.               | Sally McLellanová            | Austrálie | 12,70 s      |
| 6.               | Virginia Powellová           | USA       | 12,78 s      |
| 7.               | Dawn Harperová               | USA       | 12,81 s      |
| 8.               | Perdita Felicienová          | Kanada    | 15,53 s      |
| ---------------- | ---------------------------- | --------- | ------------ |